# Ecuador (métro de Santiago)
Pour les articles homonymes, voir Ecuador (homonymie).
Ecuador est une station de la ligne 1 du métro de Santiago, au Chili, située dans la commune de Estación Central.

## Histoire
La station est ouverte depuis 1975. Son nom vient de La Alameda, appellation locale de l'Avenida Libertador General Bernardo O'Higgins, principale avenue de Santiago.

## Services aux voyageurs

### Accès et accueil
La station comprend trois accès dont deux sont équipés d'ascenseurs.